# De anjer
De anjer is een sprookje uit Kinder- und Hausmärchen, de verzameling van de gebroeders Grimm, met als nummer KHM76. De oorspronkelijke naam is Die Nelke.

## Het verhaal
Een koningin is door Onze Lieve Heer gesloten en kan dus geen kinderen krijgen. Ze bidt elke ochtend in het park tot God en er komt een engel uit de hemel die haar voorspelt een zoon te zullen krijgen. Na een tijd bevalt de koningin inderdaad van een zoon en de koning is erg blij. De koningin baadt het kind elke dag bij een heldere bron en valt op een dag in slaap. De kok rooft het kind en gooit het bloed van een kip op het schort en de jurk van de koningin, hij weet dat wensen van kinderen altijd vervuld worden. De kok gaat naar een verborgen plek en laat het kind achter bij een min, daarna beschuldigt hij de koningin en zegt dat ze het kind door wilde dieren heeft laten roven. De koning ziet het bloed en laat zijn vrouw opsluiten in een toren waar zon en maan niet te zien zijn. Zeven jaren zit ze in de toren, maar god stuurt twee engelen in de gedaante van duiven en die brengen haar voedsel. De kok gaat naar de verborgen plek, de jongen kan al praten. Hij laat de jongen een mooi paleis wensen en dat gebeurt. De kok laat de jongen dan een mooi meisje voor zich wensen en ook zij verschijnt meteen. Ze spelen samen en houden van elkaar, de oude kok is een voornaam man geworden en gaat op jacht.
De kok neemt het meisje apart en wil het hart en de tong van de jongen, anders zal ze sterven. Ze doet dit echter niet, omdat ze geen onschuldig wezen wil doden. De kok dreigt haar dan te zullen doden. Het meisje laat een kleine hinde halen en haalt het hart en de tong er uit en legt die op een bord. Ze verstopt de jongen op bed en geeft het bord met het hart en de tong aan de kok. De jongen wenst dan dat de kok in een zwarte poedel verandert, hij heeft een gouden ketting om zijn nek en eet vurige kolen. De koningszoon denkt aan zijn moeder en vraagt of het meisje met hem mee gaat naar huis. Het meisje wil liever niet, ze kent niemand in het verre land. Dan wenst de koningszoon dat ze verandert in een anjer en neemt haar zo mee naar huis. De poedel moet met hem meelopen en hij gaat naar de toren waarin zijn moeder gevangen zit. Hij klimt met een ladder omhoog en belooft haar uit de toren te bevrijden. Hij gaat naar zijn vader en zegt dat hij een vreemde jager is die voor hem wil werken.
De jager mag in dienst komen als hij voor wildbraad kan zorgen, maar dit is in de omgeving nog nooit gezien. Hij roept alle jagers op en ze gaan naar het bos, daar wenst hij dat er tweehonderd stuks wild de kring in rent. De dieren worden gedood en op boerenkarren naar de koning gebracht. De volgende dag mag de jager bij het feestmaal aanwezig zijn en wenst daar dat de dienaren van de koning naar het lot van de koningin zullen vragen. De jongen maakt zich dan bekend als zijn zoon en vertelt dat de oude kok achter het kwade plan heeft gezeten. Hij toont de poedel en verandert hem weer in zijn menselijke gedaante, de koning laat de kok in de diepste kerker gooien. Dan laat de jongen het lieve meisje zien en hij haalt de anjer tevoorschijn, ook het meisje krijgt haar menselijke gedaante terug. Ze is zo mooi, dat geen enkele schilder haar zou kunnen schilderen. De koning stuurt dienaren en kameniers naar de toren en de koningin wordt bevrijd. Ze eet echter niets en blijft nog drie dagen in leven, waarna ze zacht en vredig sterft. De witte duiven volgen haar en gaan zitten op haar graf. De kok wordt in vier stukken gescheurd, maar de oude koning sterft van verdriet niet lang daarna. De zoon trouwt met het mooie meisje, dat als bloem in zijn zak is meegekomen, en of ze nog leven weet alleen God.

## Achtergronden bij het verhaal
- Het sprookje komt uit Zwehrn in Nederhessen.
- Beschuldiging van de moord op een eigen kind komt ook voor in Het kind van Maria (KHM3) en De zes zwanen (KHM49).
- De boze die in een poedel verandert, is ook in Faust van Goethe te vinden.
- Het meisje dat in een bloem verandert komt ook voor in Vrijer Roland (KHM56), Raadselsprookje (KHM160).
- De onschuldig veroordeelde komt voor in Bontepels (KHM65) en De ganzenhoedster aan de bron (KHM179).
- Het handelt hier om de voorgenomen verchristelijking. Vergelijk ook De drie vogeltjes (KHM96) en Jonkvrouw Maleen (KHM198).
- Naast de engelen als witte duiven, lijkt ook de onvruchtbare zoon wie een zoon wordt voorspeld aan de vrouw van Abraham in het Oude Testament.
- Hans-Jörg Uther ziet verbanden met het middelnederlandse rijmdicht Esmoreit uit de veertiende eeuw.
- Het sprookje heeft overeenkomsten met Peruonto, een Italiaans literair sprookje van Giambattista Basile uit zijn Pentamerone uit 1634.
- De anjer is een symbool voor Maria, passie en dood.